# Deutsche Fußball-Amateurmeisterschaft 1966
Deutscher Fußball-Amateurmeister 1966 wurde die Amateurmannschaft von Werder Bremen. Im Finale in Herford siegte sie am 2. Juli 1966 mit 5:1 gegen die Amateurmannschaft von Hannover 96.

## Teilnehmende Mannschaften
Es nahmen 16 Amateurvertreter aus den Landesverbänden am Wettbewerb teil.
| Mannschaften | Mannschaften             | Verband            |
|              | Phönix Lübeck            | Schleswig-Holstein |
|              | Holsatia Elmshorn        | Hamburg            |
|              | Werder Bremen (Amateure) | Bremen             |
|              | Hannover 96 (Amateure)   | Niedersachsen      |
|              | Rapide Wedding           | Berlin             |
|              | SpVgg Erkenschwick       | Westfalen          |
|              | SG Düren 99              | Mittelrhein        |
|              | Viktoria Wuppertal       | Niederrhein        |
|              | SG Westend Frankfurt     | Hessen             |
|              | SSV Mülheim              | Rheinland          |
|              | VfR Kirn                 | Südwest            |
|              | SC Viktoria Sulzbach     | Saarland           |
|              | Amicitia Viernheim       | Baden              |
|              | SC Baden-Baden           | Südbaden           |
|              | Union Böckingen          | Württemberg        |
|              | 1. FC Nürnberg Amateure  | Bayern             |

## Achtelfinale
|                         | Gesamt    |                        | Hinspiel | Rückspiel |
| ----------------------- | --------- | ---------------------- | -------- | --------- |
| Amicitia Viernheim      | 7:2       | SG Düren 99            | 6:0      | 1:2       |
| 1. FC Nürnberg Amateure | 1:2       | SG Westend Frankfurt   | 1:1      | 0:1       |
| Hannover 96 Amateure    | 9:2       | Viktoria Wuppertal     | 6:2      | 3:0       |
| Phönix Lübeck           | 3:4       | SSV Mülheim            | 3:2      | 0:2       |
| Rapide Wedding          | 7:2       | Holsatia Elmshorn      | 3:0      | 4:2       |
| SC Baden-Baden          | 0:9       | Werder Bremen Amateure | 0:6      | 0:3       |
| VfR Kirn                | 3:6       | Union Böckingen        | 3:3      | 0:3       |
| SC Viktoria Sulzbach    | (M)2:2(M) | SpVgg Erkenschwick     | 2:1      | 0:1 n. V. |

## Viertelfinale
|                        | Gesamt |                      | Hinspiel | Rückspiel |
| ---------------------- | ------ | -------------------- | -------- | --------- |
| Amicitia Viernheim     | 6:0    | SSV Mülheim          | 3:0      | 3:0       |
| Rapide Wedding         | 6:9    | Hannover 96 Amateure | 5:4      | 1:5       |
| SG Westend Frankfurt   | 3:2    | SC Viktoria Sulzbach | 3:0      | 0:2       |
| Werder Bremen Amateure | 5:3    | Union Böckingen      | 4:2      | 1:1       |

## Halbfinale
|                      | Gesamt |                        | Hinspiel | Rückspiel |
| -------------------- | ------ | ---------------------- | -------- | --------- |
| Amicitia Viernheim   | 3:5    | Werder Bremen Amateure | 3:2      | 0:3       |
| SG Westend Frankfurt | 4:8    | Hannover 96 Amateure   | 2:3      | 2:5       |

## Finale
| Werder Bremen (Amateure)                               | Werder Bremen (Amateure) | Hannover 96 (Amateure) | Hannover 96 (Amateure) |
| ------------------------------------------------------ | --- | --- | ---------------------- |
| Werder Bremen (Amateure)                               | \| Samstag, 2. Juli 1966 in Herford (Ludwig-Jahn-Stadion) \| \| Ergebnis: 5:1 (3:1) \| \| Zuschauer: 10.000 \| \| Schiedsrichter: Thier (Gelsenkirchen) \|                                                        | \| Samstag, 2. Juli 1966 in Herford (Ludwig-Jahn-Stadion) \| \| Ergebnis: 5:1 (3:1) \| \| Zuschauer: 10.000 \| \| Schiedsrichter: Thier (Gelsenkirchen) \|                                                           | Hannover 96 (Amateure) |
| Werder Bremen (Amateure)                               | Gerhard Teupel – Klaus Schygulla, Hans-Hermann Mindermann – Herbert Schröder, Feske, Klaus Wegener – Axel Kapitän, Jürgen Ey, Carsten Baumann, Manfred Zebrowski, Frank Meiners Cheftrainer: Hans-Wilhelm Loßmann | Rolf Dankenbrink – Helmut Thommassek, Wilfried Fricke – Helmut Hennemann, Hannes Baldauf, Rainer Stiller – Heinz Bode, Hans-Jürgen Mumme, Karl-Heinz Esch, Kurt Driesselmann, Norbert Irtel Cheftrainer: Hannes Kirk | Hannover 96 (Amateure) |
| Werder Bremen (Amateure)                               | 1:0 Schröder (10.) 2:0 Baumann (22.) 3:0 Ey (26.) 4:1 Baumann (56.) 5:1 Baumann (57.) | 3:1 Esch (40.) | Hannover 96 (Amateure) |
| Samstag, 2. Juli 1966 in Herford (Ludwig-Jahn-Stadion) | | |                        |
| Ergebnis: 5:1 (3:1)                                    | | |                        |
| Zuschauer: 10.000                                      | | |                        |
| Schiedsrichter: Thier (Gelsenkirchen)                  | | |                        |